# 查塔姆鎮區 (伊利諾伊州桑加蒙縣)
查塔姆鎮區（英語：Chatham Township）是位於美國伊利諾伊州桑加蒙縣的一個行政鎮區。

## 地方資料
根據2010年美國人口普查的數據，查塔姆鎮區的面積為96.50平方千米，當中陸地面積為96.40平方千米，而水域面積為0.10平方千米。當地共有人口7450人，而人口密度為每平方千米77.2人。